# Patrizio Gambirasio
Patrizio Gambirasio (Calusco d'Adda, Província de Bèrgam, 23 de gener de 1961) és un ciclista italià, ja retirat, que fou professional de 1983 a 1989. En el seu palmarès destaca una victòria d'etapa al Giro d'Itàlia de 1988.

## Palmarès
- 1981
  - 1r al Gran Premi de la indústria i el comerç artesanal de Carnago
- 1982
  - 1r a la Milà-Busseto
  - 1r a la Coppa Fiera di Mercatale
  - Vencedor d'una etapa a la Cursa de la Pau
  - Vencedor d'una etapa al Baby Giro
  - Vencedor d'una etapa a la Setmana Ciclista Llombarda
- 1988
  - Vencedor d'una etapa al Giro d'Itàlia

### Resultats al Tour de França
- 1985. Abandona (17a etapa)

### Resultats al Giro d'Itàlia
- 1985. 135è de la classificació general
- 1986. 137è de la classificació general
- 1987. Fora de control (8a etapa)
- 1988. 120è de la classificació general. Vencedor d'una etapa
- 1989. 141è de la classificació general

### Resultats a la Volta a Espanya
- 1984. 92è de la classificació general